# Madagaszkári ugrópatkány
A madagaszkári ugrópatkány (Hypogeomys antimena) az emlősök (Mammalia) osztályának a rágcsálók (Rodentia) rendjébe, ezen belül a madagaszkáriegér-félék (Nesomyidae) családjába tartozó madagaszkáriegér-formák (Nesomyinae) alcsalád egyik faja.
Nemének a típusfaja és egyben az egyetlen élő faja is.

## Előfordulása
Madagaszkár szigetének nyugati partjainak partvidékén és száraz lombhullató erdeiben található meg.

## Megjelenése

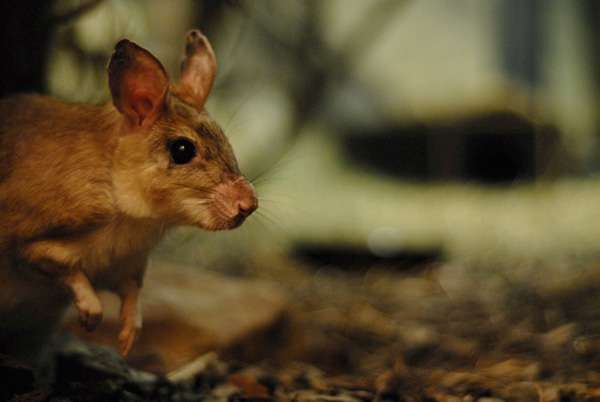
Madagaszkári ugrópatkány

Testtömege 1.2 kg és testhossza 30–35 cm. A farokhossza 21–25 cm. A madagaszkári ugrópatkánynak nagy fülei vannak, körülbelül 50–60 mm hosszúak. Durva szőrzete van, melynek felső része szürke, szürkésbarna, illetve vöröses. A fején a legsötétebb a szőrzet. A lábai, a mancsai és a hasa fehér. A farka sötét, rajta rövid a szőrzet.

## Életmódja
A madagaszkári ugrópatkányok családi csoportokban élnek. Éjjel aktív. Lehullott gyümölcsöket fogyaszt, fogságban eszik zöldségeket és rovarokat. Ragadozói a fossza (Cryptoprocta ferox) és a madagaszkári boa (Boa madagascariensis). A faj élettartamáról kevés az ismeretünk, fogságban 12 évig él.

## Szaporodása
Monogámfaj. A hímek ivarérettsége 1 évesen, míg a nőstényeké 2 évesen kezdődik. A párzási időszak az esős évszakra tehető. A 102-138 napig tartó vemhesség végén a nőstény 1-2 kölyöknek ad életet. A kölykök az első 4-6 hétben az üregben élnek. Az elválasztásra 4-6 hetesen kerül sor.

## Természetvédelmi állapota
A madagaszkári ugrópatkány egyike a szigetország veszélyeztetettebb emlősállatainak. Az élőhelyének csökkenése fenyegeti. A Természetvédelmi Világszövetség (IUCN) vörös listáján a veszélyeztetett kategóriában szerepel.